# グランドナショナルミーティング
グランドナショナルミーティング（Grand National Meeting）とは毎年4月にイギリスのマージーサイド州リヴァプール近郊のエイントリー競馬場で行われるグランドナショナルを中心とした開催である。
イギリスとアイルランドの障害シーズン終盤のビッグイベントである。3日間の開催で19のグレード競走を含む21の競走が行われる。なおグランドナショナルのコースはグランドナショナルとフォックスハンターズチェイス、トッパムチェイスの計3競走でのみ使用される。

## 施行する競走（2025年）

### 初日～グランドオープニングデイ～
| 施行    | 競走名                                                                    | 競走格 | 出走条件                   | 施行距離          | 賞金総額      |
| ------- | ------------------------------------------------------------------------- | ------ | -------------------------- | ----------------- | ------------- |
| 第1競走 | EBCグループマニフェストノービシスチェイス                                 | G1     | 5歳以上ノービス            | チェイス2ml3f200y | 10万ポンド    |
| 第2競走 | ブードルズ・アニバーサリー4歳ジュヴェナイルハードル                       | G1     | 4歳                        | ハードル2ml209y   | 10万ポンド    |
| 第3競走 | ブルックランドゴールデンミラークロノグラフボウルチェイス                  | G1     | 5歳以上                    | チェイス3ml210y   | 15万ポンド    |
| 第4競走 | ウイリアム・ヒルエイントリーハードル                                      | G1     | 4歳以上                    | ハードル2ml4f     | 20万ポンド    |
| 第5競走 | ランドックスフォックスハンターズ オープンハンターズチェイス               | C2     | アマチュア騎手 6歳以上     | チェイス2ml5f19y  | 4万ポンド     |
| 第6競走 | クローズ・ブラザーズレッドラムハンデキャップチェイス                      | PrH    | 5歳以上                    | チェイス1ml7f176y | 10万ポンド    |
| 第7競走 | ゴフズ・ニッケルコイン メアズスタンダードオープンナショナルハントフラット | G2     | 4歳以上6歳以下牝馬バンパー | フラット2ml209y   | 3万5000ポンド |

### 2日目～レディーズデイ～
| 施行    | 競走名                                                                                     | 競走格 | 出走条件                                              | 施行距離          | 賞金総額     |
| ------- | ------------------------------------------------------------------------------------------ | ------ | ----------------------------------------------------- | ----------------- | ------------ |
| 第1競走 | ハイトン・アスファルト フラニー・ブレナーハセットメモリアル マイルドメイノービシスチェイス | G1     | 5歳以上ノービス                                       | チェイス3ml210y   | 10万ポンド   |
| 第2競走 | ウイリアム・ヒルハンデキャップハードル                                                     | PrH    | 4歳以上                                               | ハードル2m4f      | 5万ポンド    |
| 第3競走 | トラストアトレーダートップノービシスハードル                                               | G1     | 4歳以上ノービス                                       | ハードル2ml103y   | 7万5千ポンド |
| 第4競走 | マイ・パーソン・エキスパート メリングチェイス                                              | G1     | 5歳以上                                               | チェイス2ml3f200y | 20万ポンド   |
| 第5競走 | ランドックス・サポーティングステートセンター トッパムハンデキャップチェイス                | PrH    | 5歳以上                                               | チェイス2ml5f19y  | 12万ポンド   |
| 第6競走 | ODDシェーカーセフトンノービシスハードル                                                    | G1     | 4歳以上ノービス                                       | ハードル3ml149y   | 10万ポンド   |
| 第7競走 | ハルガルテン&ノヴムワインハンデキャップハードル                                            | C2     | コンディショナルジョッキー 及びアマチュア騎手 4歳以上 | ハードル2ml103y   | 4万ポンド    |

### 最終日～グランドナショナルデイ～
| 施行    | 競走名                                                               | 競走格 | 出走条件               | 施行距離          | 賞金総額     |
| ------- | -------------------------------------------------------------------- | ------ | ---------------------- | ----------------- | ------------ |
| 第1競走 | ウイリアム・ヒルトッププライスギャランティーハンデキャップハードル   | PrH    | 4歳以上                | ハードル3ml149y   | 5万ポンド    |
| 第2競走 | ターナーズマージーノービシスハードル                                 | G1     | 4歳以上ノービス        | ハードル2ml4f     | 7万5千ポンド |
| 第3競走 | ウイリアム・ヒルハンデキャップチェイス                               | PrH    | 5歳以上                | チェイス3ml210y   | 4万ポンド    |
| 第4競走 | IVYリヴァプールハードル                                              | G1     | 4歳以上                | ハードル3ml149y   | 15万ポンド   |
| 第5競走 | ランドックスグランドナショナルハンデキャップチェイス                 | PrH    | 7歳以上                | チェイス4m2f74y   | 100万ポンド  |
| 第6競走 | ロスコングループマグハルノービシスチェイス                           | G1     | 4歳以上ノービス        | チェイス1ml7f176y | 10万ポンド   |
| 第7競走 | ウェザービースタリオンズスタンダードオープンナショナルハントフラット | G2     | 4歳以上6歳以下バンパー | フラット2ml209y   | 4万ポンド    |